# Scarificeren (plantkunde)
Scarificeren is in de plantkunde de naam voor een aantal processen waarbij de zaadhuid van zaadplanten doordringbaar wordt voor lucht en water, waardoor kieming kan plaatsvinden. De naam komt van het Engelse woord scar dat 'litteken' betekent. Veel planten hebben een harde zaadhuid die in het begin niet doordringbaar is voor lucht of water. 
Pyrofyten zijn planten die van nature vuur nodig hebben waardoor de zaadhuid doordringbaar kan worden. Een voorbeeld is het Chaparral-bioom in Californië.
Kunstmatig scarificeren betekent dat natuurlijke processen versneld worden, waardoor het zaad sneller tot kieming komt. Nadat het zaad gescarificeerd is moet het snel gezaaid worden, omdat het niet lang houdbaar meer is. Er zijn verschillende vormen van scarificeren:
- Mechanisch scarificeren: door de zaadhuid te bewerken met een vijl, met schuurpapier, door het in te kerven met een mes of open te breken met een hamer
- Chemisch scarificeren: bijvoorbeeld door het zaad in geconcentreerd zwavelzuur te dompelen
- Thermisch scarificeren: door het zaad in heet water te dompelen of bloot te stellen aan vuur of rook